# Остин, Дэвид
Дэвид Остин (англ. David C.H. Austin) — английский селекционер роз, основатель фирмы David Austin Roses.
Специализацией Дэвида Остина является создание сортов, имеющих некоторые черты и аромат старинных садовых роз, но при этом цветущих более одного раза за сезон и обладающих такими качествами современных сортов, как устойчивость к заболеваниям и широкий диапазон цветовых оттенков.
Розы Остина официально не признаны отдельным классом роз, но в садоводческой и научно-популярной литературе они упоминаются как «английские розы» (англ. English Roses) (термин, который использует Дэвид Остин), или «розы Остина» (англ. Austin Roses).

## Биография

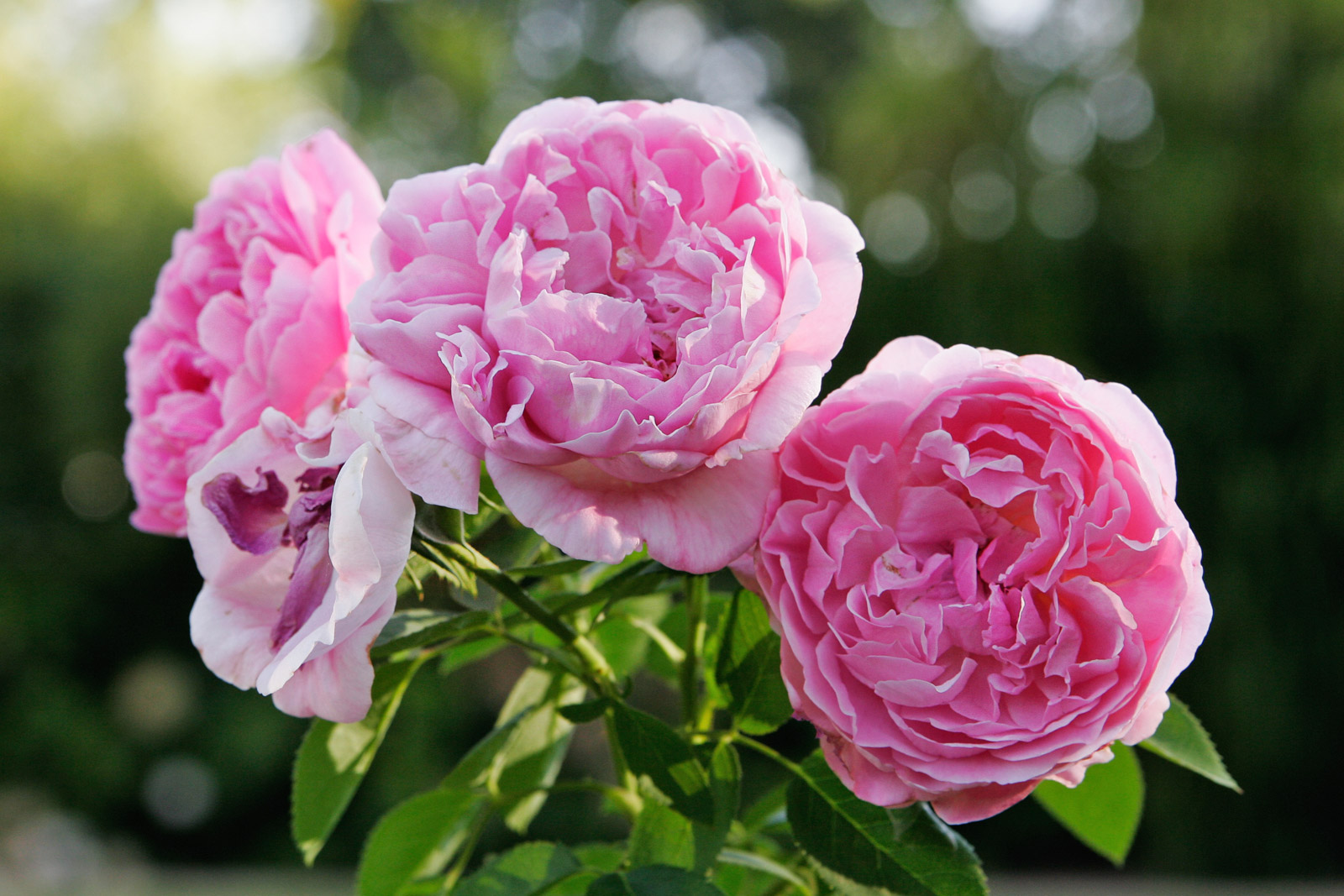
Rose 'Mary Rose' — один из сортов созданных Дэвидом Остином.

Дэвид Остин вырос в сельской местности Шропшира. Интерес к розам у Дэвида появился, когда его сестра подарила ему в день 21-летия книгу А. Э. Буньярда «Старые садовые розы». Вначале Дэвид стал заниматься выращиванием старинных роз в качестве хобби. В 1961 году им был создан первый сорт 'Constance Spry'. К 1969 году выпущена первая серия повторноцветущих роз под названием «Английские розы», в том же году была организована фирма David Austin Roses. Его сорта завоевали множество наград по всему миру. В 1990 году Дэвид пригласил в свой бизнес старшего сына Дэвида Дж. Остина. Вместе они превратили David Austin Roses Ltd. во всемирно известный бренд.